# Circonscription électorale de la Banlieue de Copenhague
La circonscription électorale de la Banlieue de Copenhague est l'une des dix circonscriptions électorales danoises utilisées comme divisions électorales pour les élections législatives danoises.

## Historique
La circonscription est issue de la réforme territoriale danoise entrée en vigueur le 1er janvier 2007 ayant modifié les subdivisions administratives du pays.